# Franz Burgmeier
Franz Burgmeier (* 7. April 1982 in Triesen) ist ein ehemaliger Liechtensteiner Fussballspieler. Er spielte zuletzt von 2009 bis 2018 beim FC Vaduz und amtet seither als Sportchef des Klubs.

## Karriere
Franz Burgmeier begann seine Karriere beim FC Triesen. 2000 wechselte er zum FC Vaduz, und ein Jahr später debütierte er in der liechtensteinischen Fussballnationalmannschaft. In der Saison 2006/07 spielte der Mittelfeldspieler beim FC Basel in der Super League. Sein Pflichtspieldebüt gab er am 13. Juli 2006 beim 3:1-Heimsieg gegen den Tobyl Qostanai im UEFA-Cup 2006/07. Im Jahr 2008 wurde er an den FC Thun ausgeliehen. Nachdem er sich in der höchsten Schweizer Spielklasse nicht hatte durchsetzen können, wechselte er zur Saison 2008/09 zum englischen Football-League-Two-Verein FC Darlington. Nach einer Saison in der vierthöchsten englischen Liga kehrte er wieder in seine Heimat zurück und unterzeichnete einen Vertrag beim FC Vaduz. Am Ende der Saison 2017/18 beendete Burgmeier seine Karriere nach 17 Jahren als Profi-Fussballer.

## Titel und Erfolge
FC Vaduz
- Liechtensteiner Cupsieger: 2001, 2002, 2003, 2004, 2005, 2010, 2011, 2013, 2014, 2015, 2016, 2017, 2018

FC Basel
- Schweizer Meister: 2008
- Schweizer Cupsieger: 2007, 2008